# Lonchocarpus galeottianus
Lonchocarpus galeottianus är en ärtväxtart som beskrevs av Hermann August Theodor Harms. Lonchocarpus galeottianus ingår i släktet Lonchocarpus och familjen ärtväxter. Inga underarter finns listade i Catalogue of Life.